# Jelec tloušť
Jelec tloušť (Squalius cephalus; L., 1758) je široce rozšířenou rybou, která se může dožívat až 22 let.  

## Popis
Svou délkou může dosáhnout až 60 cm při váze 5 kg. Maximální hmotnost je 8 kg. Dospívají ve třech až čtyřech letech. Nejrychlejší růst je do pohlavní dospělosti, kdy tloušť začne vkládat energii do reprodukce. Růst je však ovlivněn mnoha faktory jako je teplota, potravní zdroje, překážky na toku atd. K tomu, aby dosáhl velikosti 50 cm, potřebuje více než 10 let. Barva ryb se pohybuje od zelenohnědé až do stříbrno-žluté. Hřbet je tmavý a spodní část světlá . Šupiny mohou mít tmavé ohraničení. Ploutve mají tvrdé paprsky. Ocasní ploutev je homocerkní, břišní a řitní ploutve jsou zaoblené a u dospělých jedinců je zabarvení do červeno-oranžova. Tvar těla je torpédovitý se širokou hlavou, na které jsou velká ústa, ve kterých je jedna až tři řady požerákových zubů. Tloušť má dvoukomorový plynový měchýř.

## Determinační znaky
Tloušť má žluto-oranžově zabarvené ploutve, podle kterých ho lze rozpoznat. Je si podobný s jelcem jesenem, naproti jesenovi má však protáhlejší tělo a větší šupiny.

## Ekologie
S touto rybou se můžeme setkat téměř ve všech typech vod. Tyto ryby preferují proudící toky, ale můžeme se s nimi setkat i v jezerech. Vyskytuje se na místech, kde jsou dna členitá a nachází se zde štěrk. Často se objevují i v znečištěných vodách, které na ně mohou mít negativní vliv
Dospělí jedinci dávají přednost samotářskému životu, zatímco juvenilní ryby mají tendenci tvořit hejna

## Potrava
Díky jeho velkým ústům je schopný se vypořádat i s větší potravou. Jeho struktura úst je typická pro spásače, ale zažívací ústrojí je typické pro všežravce. Tloušť se živí téměř vším. Potravní preference jsou závislé na věku. Larvy a juvenilní jedinci dávají přednost fyto a zooplanktonu, zatímco dospělci spíše živočišné složce. Je také známý tím, že do svého jídelníčku ochotně zahrnuje i různé druhy ovoce (např. třešně, višně, švestky, meruňky, rybíz), které taky rybáři používají na tlouště často jako nástrahu.

## Rozmnožování
Období reprodukce začíná v dubnu. Teplota vody musí přesáhnout 15 °C. Ovšem může nastat výjimka a jedinci se mohou rozmnožovat při nižší teplotě. Teplota není jediným faktorem, který určuje dobu tření. Zapotřebí je také světlo a rychlost proudu. Samci mají v reprodukční době třecí vyrážku na hlavě a okrajích šupin, tento jev může být v menší míře viděn i u samic. Tento druh se vytírá častěji v období od dubna do června a jikry mají žlutou barvu. Tloušťové upřednostňují hromadný výtěr, kdy samice lepí své jikry mezi členité dno, kde je větší pravděpodobnost uchycení.

## Výskyt
Tloušť se vyskytuje téměř přes celou Evropu od Itálie po Skandinávský poloostrov až po jižní Evropu a ze západu od Velké Británie po Černé moře. Nativní je po celé Asii a pouze do Itálie a Irska byl introdukovaný . V České republice se jelec tloušť vyskytuje prakticky ve všech pásmech tekoucích vod, od pásma cejnového až po spodní část pásma pstruhového.

## Význam
Jelec tloušť není nijak významným akvaristickým druhem, ale v mnoha zemích je ceněným zdrojem potravy, a to i přes uváděnou špatnou kvalitu masa, především v letním období. Často se využívá také jako nástraha při lovu dravých ryb.. Také je důležitým bioindikátorem znečištěných vod.

## Ochrana/ rizikovost
Zavedení exotických druhů může způsobit hybridizaci s nativními druhy. Může docházet k predaci a konkurenci na potravní zdroje nebo zavedení chorob. Tloušti nepředstavuji pro lidskou společnost žádné ohrožení, mohou však způsobit změny ekosystémů (struktura potravinové sítě). Hybridizace může být problém u příbuzných druhů ryb rodu Squalius .

## Legislativa
Pro lov jelce tlouště je na vodách mimopstruhových stanovena minimální délka 25 cm, a doba hájení mezi 16. březnem a 15. červnem. Na vodách pstruhových je pak pokládán za rybu nežádoucí a po ulovení nesmí být vrácen zpět do vody.

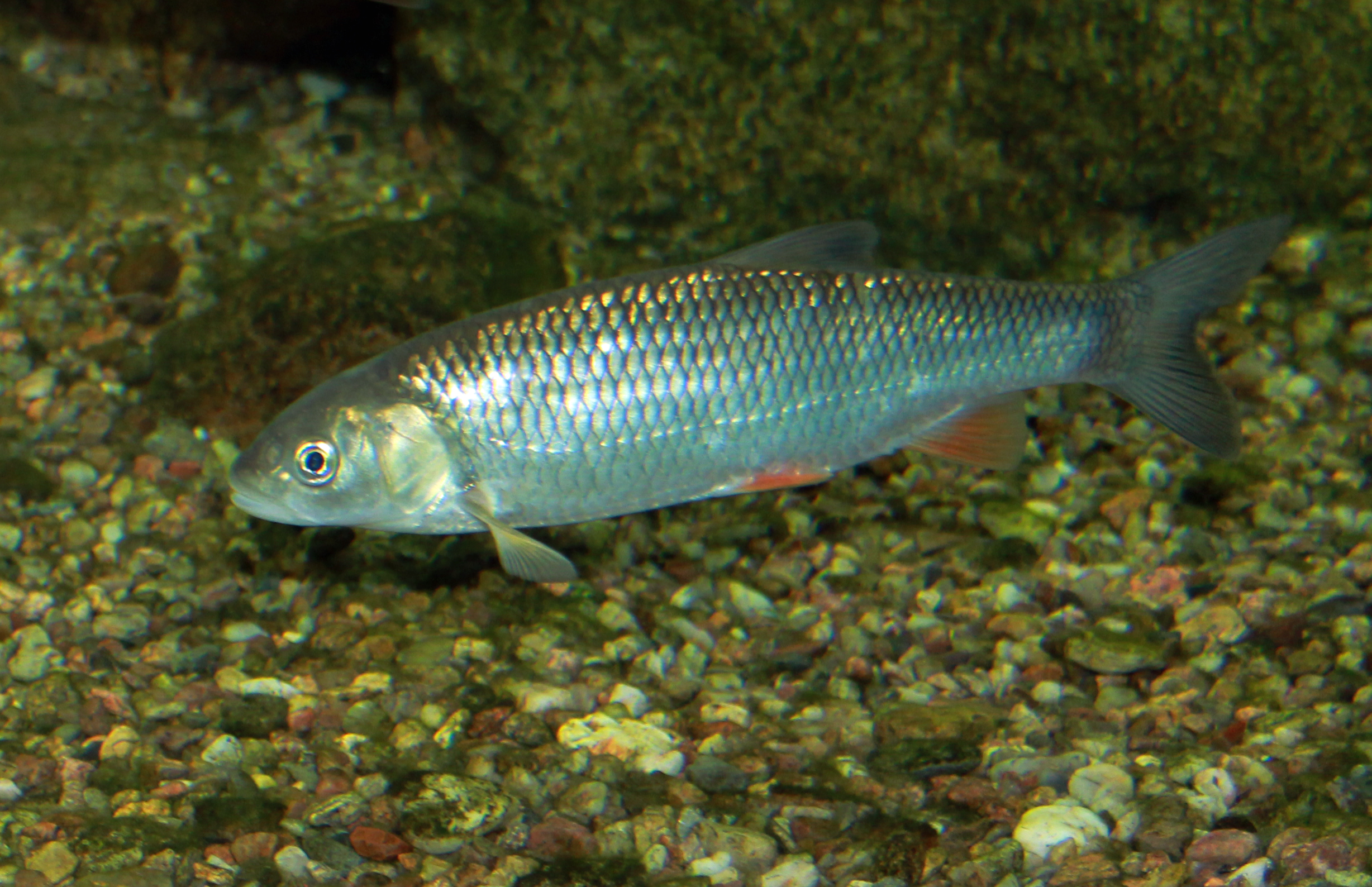
Na výstavě Pod hladinou Vltavy, Praha 2011